# حبيبي المطلق (مانجا)
حبيبي المَطلق (絶対彼氏。،Zettai Kareshi) هي سلسلة مانغا مكونة من ستة مجلدات بواسطة يو واتاسي، قامت تشوانغ يي بتوفيرها لإحدى اللغات الإنجليزية في سنغافورة، مع إصدار المجلد الأول في مارس 2005. قامت Viz Media بتوفير المسلسل لإصدار باللغة الإنجليزية في أمريكا الشمالية.
تم تعديل سلسلة المانغا إلى مسلسلات درامية مباشر من 11 حلقة تم بثه في اليابان عام 2008، تم بث نسخة تايوانية مكونة من 13 حلقة بعنوان Jue Dui Darling في عام 2012، وتم بث نسخة حلقة كورية جنوبية مكونة من 40 حلقة في عام 2019 تحت عنوان My Absolute Boyfriend من بطولة ميناه.

## الخلفية

### مانغا
كتبته يو واتاسي بث المانغا في اليابان في عدد مارس 2003 من Shōjo Comic.  وقد ظهر شهريًا حتى تم نشر الفصل الخامس والثلاثين والأخير في إصدار فبراير 2005.  تم نشر الفصول في ستة مجلدات مجمعة بواسطة Shogakukan مع المجلد الأول الذي صدر في 25 أكتوبر 2003 والمجلد النهائي صدر في 25 فبراير 2005.
تم ترخيص Absolute Boyfriend لكل من إصدارات باللغة الإنجليزية و الصينية في سنغافورة من قبل Chuang Yi، الذي أصدر جميع المجلدات الستة من السلسلة. قامت Madman Entertainment بعد ذلك باستيراد وإعادة نشر مجلدات Chuang Yi الإنجليزية المترجمة في أستراليا من 17 مايو 2006 حتى 11 أكتوبر 2006. في أمريكا الشمالية تم توفير السلسلة لإصدارات مترجمة باللغة الإنجليزية بواسطة Viz Media.  كانت واحدة من أول ستة سلاسل مانغا فيز المدرجة في العدد الأول من يونيو 2005 من مختارات المانجا الجديدة للشركة شوجو بيت.  استمر التسلسل للمانغا حتى وصل إلى نهايته في مارس 2008. أصدرت Viz في وقت واحد المجلدات الستة المجمعة من السلسلة، مع إصدار المجلد الأول في 7 فبراير 2006 والمجلد النهائي الذي تم إصداره في 6 مايو 2008.
السلسلة مرخصة أيضًا لإصدارات باللغة الإقليمية في ألمانيا من قبل Egmont Manga & Anime، في فرنسا من Kana، وفي البرازيل من قبل Conrad.

## روابط خارجية
- حبيبي المطلق (مانجا) على موقع ANN manga (الإنجليزية)